# Wereldkampioenschap dammen 1932 (match)
De match om het wereldkampioenschap dammen 1932 werd gespeeld van woensdag 4 mei 1932 tot zondag 8 mei 1932 tussen de Fransen Marius Fabre en Maurice Raichenbach. De wereldtitel werd gewonnen door Fabre met een score van 11-9.

## Resultaten
| Rang | Land | Naam                | 1 | 2 | 3 | 4 | 5 | 6 | 7 | 8 | 9 | 10 | punten |
| ---- | ---- | ------------------- | - | - | - | - | - | - | - | - | - | -- | ------ |
| 1    | FRA  | Marius Fabre        | 1 | 1 | 0 | 1 | 2 | 1 | 1 | 2 | 1 | 1  | 11     |
| 2    | FRA  | Maurice Raichenbach | 1 | 1 | 2 | 1 | 0 | 1 | 1 | 0 | 1 | 1  | 9      |

Toernooi:
1912 · 
1925 · 
1928 · 
1931 · 
1948 · 
1952 · 
1956 · 
1960 · 
1964 · 
1968 · 
1972 · 
1976 · 
1978/79 · 
1980 · 
1982 · 
1983 · 
1984 · 
1986 · 
1988 · 
1990 · 
1992 · 
1994 · 
1996/97 · 
2001 · 
2003 · 
2005 · 
2007 · 
2009 · 
2011 ·
2013 ·
2015 ·
2017 ·
2019 ·
2021 ·
2023 ·
2025

Match:
1932 · 
1933 · 
1934 · 
1936 · 
1936 · 
1937 · 
1938 · 
1945 · 
1947 · 
1951 · 
1954 · 
1958 · 
1959 · 
1961 · 
1965 · 
1968 · 
1969 · 
1972 · 
1973 · 
1974/75 · 
1979 · 
1981 · 
1983 · 
1984 · 
1985 · 
1987 · 
1990 · 
1991 · 
1993/94 · 
1996 · 
1998 · 
2003 · 
2004 · 
2006 · 
2009 ·
2013 ·
2015 ·
2016 ·
2018/19 ·
2022 ·
2024